# Salsa Soul Sisters
Salsa Soul Sisters, hoy conocida como African Ancestral Lesbians United for Societal Change, es la organización de lesbianas negras más antigua de Estados Unidos. En funcionamiento de 1974 a 1993, las Salsa Soul Sisters identificadas como lesbianas, feministas y mujeres de color, tuvieron su sede en Nueva York. Las discusiones dentro de Salsa Soul Sisters provocaron su división en dos grupos, Las Buenas Amigas, (Good Friends) para latinas y African Ancestral Lesbians United for Societal Change, para las lesbianas de la diáspora africana.

## Historia
A raíz de los disturbios de Stonewall de 1969, se formó el Frente de Liberación Gay en la ciudad de Nueva York. En el mismo año, sus miembros se separaron para formar la Alianza de Activistas Gays (GAA, por sus siglas en inglés). En 1971, los miembros de la GAA formaron internamente el Black Lesbian Caucus. La Reverenda Dolores Jackson, miembro del grupo y ministra local, vio la necesidad de centrarse particularmente en los problemas de racismo que afectaban a las lesbianas de color dentro de la GAA. Aunque a lo largo de la década de 1970 se inició una gran labor de organización y activismo en favor de los derechos LGBT, las mujeres de color queer y trans a menudo fueron excluidas de estos esfuerzos y con frecuencia se enfrentaron al sexismo, racismo y exclusión dentro de espacios y comunidades queer. El grupo inicial Salsa Soul Sisters pretendía crear un espacio seguro para que las mujeres de color se centrasen en sus necesidades y pudieran abordar directamente los problemas sociopolíticos que afectaban a su comunidad.
En 1974, el Black Lesbian Caucus se reformuló como Salsa Soul Sisters, Third World Wimmin Inc., un grupo autónomo de lesbianas negras y latinas que ofrece a sus miembros una alternativa social y política a los bares de lesbianas y gais, que "históricamente han explotado y discriminado a las lesbianas de color". Originalmente se autodenominaron Asociación de Mujeres Gay del Tercer Mundo, con el apodo informal de "Salsa-Soul Sisters". El grupo original estaba dirigido por la Reverenda Dolores Jackson, Harriet Alston, Sonia Bailey, Luvenia Pinson, Candice Boyce y Maua Flowers.
El grupo celebró reuniones semanales para discutir temas sociales y políticos. Las reuniones se celebraron en espacios como una estación de bomberos en Manhattan (1974-1976), la Iglesia Metodista Unida de Washington Square (1976-1987) y el Centro Comunitario LGBTQ (1987). Las reuniones informales a menudo tenían lugar en los hogares de sus integrantes. De 1977 a 1983, Salsa Soul Sisters publicó su propia revista, Azalea: A Magazine by Third World Lesbian, y desarrolló un boletín informativo, Salsa Soul Gazette, en 1982.
El grupo participó activamente en protestas, manifestaciones y en la organización comunitaria en la ciudad de Nueva York, y sus líderes, con frecuencia, invitaron a sus eventos a oradores como  Betty Powell, Audre Lorde, Pat Parker, Jewel Gomez y Barbara Smith. A través de su activismo y trabajo de defensa de derechos LGBTQ, los miembros arriesgaron sus vidas y sus medios de subsistencia; era común que las mujeres lesbianas fueran despedidas o condenadas al ostracismo social por manifestarse abiertamente e identificarse como homosexuales.
A lo largo de sus 19 años de existencia, el número de miembros de la asociación creció hasta 200 mujeres de todas las edades, identidades y orígenes. En 1993, el grupo se dividió en dos organizaciones separadas: African Ancestral Lesbians United for Societal Change (para lesbianas de la diáspora africana) y Las Buenas Amigas, o The Good Friends, para lesbianas latinas.

El impacto del grupo abarca décadas y generaciones, y Salsa Soul Sisters continúa siendo reconocida como una comunidad históricamente significativa y exitosa de activistas LGBT que allanaron el camino para muchas mujeres queer de color. En noviembre de 2019, el Centro de Historia de la Mujer del Museo y Biblioteca de la Sociedad Histórica de Nueva York celebró a Salsa Soul Sisters con un panel en el que participaron Cassandra Grant, Imani Rashid, Roberta Oloyade Stokes y Shawn(ta) Smith-Cruz, quienes hablaron sobre la historia de la organización sus logros y luchas actuales. En el evento, la oradora de la ceremonia y primera dama de la ciudad de Nueva York , Chirlane McCray, compartió su experiencia como miembro de Salsa Soul Sister y dijo:
"Las Hermanas eran tan hermosas, y había tantas... estas Hermanas, se convirtieron en una familia para mí... mi primera familia en Nueva York, y alimentaron mi alma, me ayudaron a ver y navegar por el mundo... Nos protegimos mutuamente de un mundo que simplemente se negaba a vernos, y mucho menos a abrazarnos." 

## Objetivos de la organización
Salsa Soul Sisters fue una de las primeras organizaciones de lesbianas creadas por y para mujeres de color. Salsa Soul Sisters nació de la necesidad de un espacio inclusivo para que las mujeres lesbianas de color pudieran discutir sus problemas y preocupaciones a los se que enfrentan día a día en función del sexo y la raza. Candice Boyce, miembro del colectivo y activista, dijo que, en el momento de la fundación del grupo, "no había otro lugar para que las mujeres de color pudieran sentarse y hablar sobre lo que significa ser una lesbiana negra en Estados Unidos". Las fundadoras esperaban crear una organización que fuera útil e inspiradora para las mujeres gay del tercer mundo y compartir el fortalecimiento y la productividad de toda la comunidad gay.
La organización Salsa Soul Sisters se centró particularmente en la inclusión de mujeres negras y latinas, y finalmente se expandió para incluir mujeres asiático-americanas e indígenas, y mujeres que se identificaron como homosexuales, bisexuales y amantes del mismo género. La organización también optó por definir sus objetivos como "mujeristas", en lugar de feministas, para especificar que sus objetivos organizativos estaban orientados hacia los problemas que afectan a las mujeres de color y centrando las experiencias y contribuciones de las feministas negras.
El grupo estaba compuesto igualmente por mujeres afroamericanas y latinoamericanas y se llamó "Salsa Soul Sisters" para hacer referencia a la identidad de sus miembros. Las actividades del grupo iban desde "talleres vocacionales, seminarios de artesanía, y artes marciales para su protección en la calle". Las Salsa Soul Sisters proporcionaron un espacio para la creación de una empresa cooperativa de cuidado de niños donde las madres podían asistir a las reuniones semanales y traer a sus hijos y beneficiarse de la ayuda de otras madres en el club.
La cofundadora del grupo, Luvenia Pinson, dijo que las Salsa Soul Sisters brindaban un espacio geográfico y psicológico para que las mujeres conozcan a otras mujeres lesbianas del Tercer Mundo. Ofrecen un lugar para liberarse, donde compartir ideas y experiencias y conocer gente que podría ayudarles a aclarar cuál podría ser su interés personal".

## Colectivo de escritoras Jemima
El Colectivo de Escritores Jemima estuvo formado por miembros de Salsa Soul Sisters para "satisfacer la necesidad de expresión creativa / artística y crear una atmósfera de apoyo donde las mujeres negras pudieran compartir su trabajo y comenzar a erradicar las imágenes negativas de sí mismas".

## Publicaciones
Salsa Soul Sisters publicó varias revistas trimestrales, entre ellas Azalea: A Magazine by Third World Lesbians (1977-1983) y Salsa Soul Gayzette, (1982).

## Lesbianas Ancestrales Africanas Unidas por el Cambio Social
Las Lesbianas Ancestrales Africanas Unidas por el Cambio Social (AALUSC por sus siglas en inglés) es el nuevo nombre de la organización. El cambio de nombre fue el resultado del cambio del grupo de mujeres mayoritariamente afroamericanas y latinas para incluir también a mujeres de ascendencia asiática y nativa americana. El grupo está "comprometido con la capacitación  espiritual, cultural, educativa, económica y social de las mujeres ancestrales africanas". AALUSC brinda un espacio para que todas las lesbianas de la diáspora africana, independientemente de su idioma, cultura o clase social, se eduquen y empoderen con el uso de herramientas, y recursos educativos y ofrece oportunidades sociales para mujeres, como bailes, teatro, eventos culturales y conferencias.